# Buru (criptozoologia)
Il buru sarebbe stato un rettile acquatico che avrebbe avuto come habitat la valle del Jiro (pronunciata anche Ziro), nelle vicinanze di Arunachal Pradesh in India.
Nel 1947 il professor Christopher von Furer-Haimendorf parlò del buru, divulgando le informazioni messe a sua disposizione.
Nel 1947 il buru era probabilmente già estinto, e le informazioni del professore non servirono a ravvivare la ricerca di specie omonime nella valle.
Secondo i nativi di Apatani, i loro antenati erano migrati nella valle del Jiro quando questa era sotto forma di palude. I buru sarebbero stati popolosi in questa terra, ma i nativi di Apatani, decidendo di stabilirsi in questa palude a causa della sua fertilità e del clima, arrecarono gravi danni all'habitat e, di conseguenza, alla popolazione di buru.
A causa della presenza di un gran numero di buru, la palude divenne centro di attacchi e la popolazione intervenne bonificando la terra e dando la caccia a questa specie, provocandone l'estinzione.
L'ultimo avvistamento di un buru è stato fatto da una signora, che lo ha avvistato durante la pesca notturna in un lago. La donna riferì al padre del proprio avvistamento. Il giorno seguente gli abitanti del villaggio utilizzarono argilla e pietre per rendere inospitale il lago.

## Ipotesi sull'identità dell'animale
Una delle ipotesi più accreditate è che si trattasse di una specie evolutasi a parte dell'ordine Crocodylia. Un'altra teoria sostiene che si trattasse di coccodrilli, poiché essi vengono chiamati buru dagli abitanti della zona.
Qualcuno crede che numerose colonie di coccodrilli possano vivere in caverne sotterranee, abbastanza lontane dalle acque e dalle fonti acquifere: questo potrebbe far supporre che i buru potrebbero non essersi estinti ma adattatisi all'ambiente sotterraneo delle paludi indiane.
Il fatto che i coccodrilli vengano chiamati buru dai nativi di Apatani non sembra essere, tuttavia, significativo, poiché il buru è descritto con un collo lungo e la lingua biforcuta.
Il nome natale del drago di Komodo è coccodrillo della terra. Sia Bernard Heuvelmans che Roy Mackal considerano il buru una specie indiana del drago di Komodo poiché esistono resti fossili rinvenuti nel sub-continente indiano di questa specie. 
Heuvelmans parla di apparizioni di draghi di Komodo nell'India occidentale, in cui sembrano fondersi nel drago o nell'Ahi tradizionale iraniano (Azhidaka), [l'azhidaka o zahhak sarebbe stato una sorta di "serpente-drago"] che, nell'arte iraniana, è sostanzialmente un adattamento stilistico locale del drago cinese.
George Eberhart nota le voci di una creatura simile nelle paludi del Tigri in Iraq, denominata la "Afa", probabilmente la stessa cosa dell'Ahi. 
Heuvelmans, nella sua lista di controllo degli animali sconosciuti, riporta che avvistamenti simili a quelli del buru inoltre vengono dal Myanmar e potrebbero anche riferirsi ad un mostro segnalato nel fiume Mekong del lago Lizard.
Più importante, Charles Gould nell'allegato VII dei mostri mitologici descrive che cos'è un presunto drago cinese che vanta anche lo pseudonimo di Kiao-lung: il drago cinese corrisponde nelle descrizioni al famigerato buru.